# Mark Ruffalo

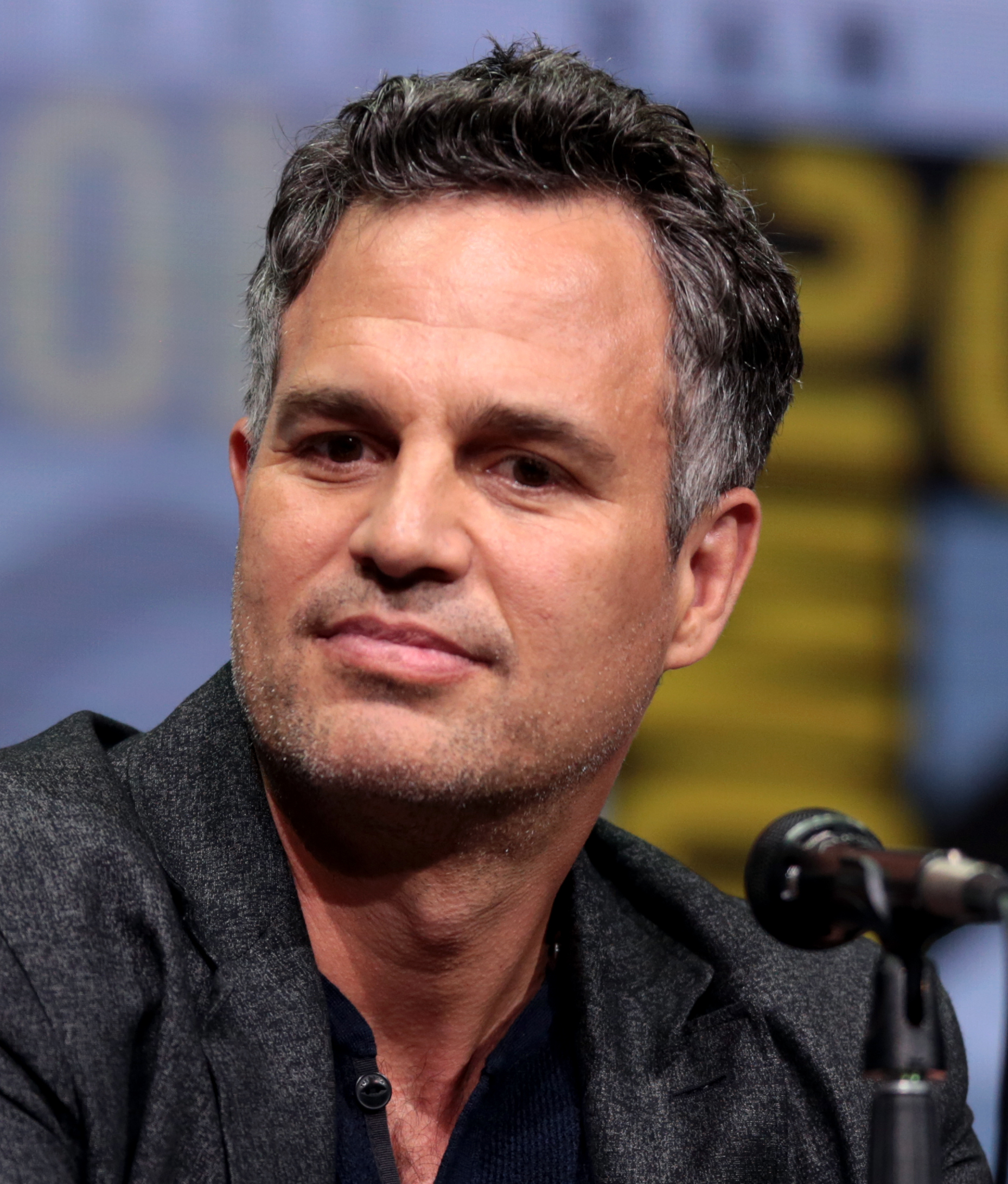
Mark Ruffalo auf der San Diego Comic-Con International (2017)

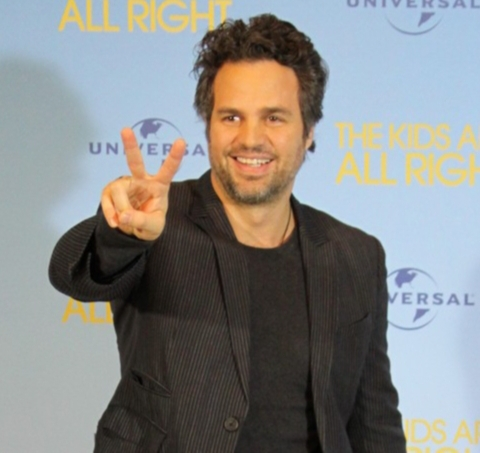
Ruffalo auf der Premiere von The Kids Are All Right in Berlin, 2010

Mark Alan Ruffalo (* 22. November 1967 in Kenosha, Wisconsin) ist ein US-amerikanischer Schauspieler.

## Leben und Karriere
Seine Kindheit verbrachte Ruffalo in Wisconsin. Im Teenageralter zog er mit seinen Eltern, einem Maler und einer Friseurin, und seinen drei Geschwistern nach San Diego. Nach dem Besuch der Highschool folgte ein Studium am Stella Adler Conservatory in Los Angeles.
Obwohl er bereits neun Jahre als Bühnenschauspieler tätig war, erlangte er erst im Jahr 2000 durch seine Rolle in dem Film You Can Count on Me größere Bekanntheit, weitere Filmproduktionen folgten. 2002 war Ruffalo für den Film Signs – Zeichen vorgesehen, als bei ihm ein Gehirntumor diagnostiziert wurde. Trotz Komplikationen nach der Operation ist er mittlerweile wieder vollständig genesen. Er spielte seitdem in weiteren erfolgreichen Kinofilmen wie Collateral und Vergiss mein nicht! mit. Für seine Nebenrolle in der Komödie The Kids Are All Right aus dem Jahr 2010 war er für einen Oscar nominiert. Für weitere Nebenrollen in Bennett Millers Filmdrama Foxcatcher (2014), dem Journalisten-Drama Spotlight (2015) und dem Spielfilm Poor Things (2023) wurde er erneut mit Oscar-Nominierungen bedacht.
Er übernahm die Rolle des Hulk im Marvel Cinematic Universe von Edward Norton. Als dieser war er bisher in Marvels The Avengers (2012), Iron Man 3 (2013), Avengers: Age of Ultron (2015), Thor: Tag der Entscheidung (2017), Avengers: Infinity War (2018), Captain Marvel (2019), Avengers: Endgame (2019) und Shang-Chi and the Legend of the Ten Rings (2021) zu sehen. Seine deutsche Synchronisation stammt fast ausschließlich von Norman Matt.
Für seine Hauptrolle in der Miniserie I Know This Much Is True gewann er 2020 den Emmy und 2021 den Golden Globe Award. Im Februar 2024 wurde er mit dem 2772. Stern auf dem Hollywood Walk of Fame geehrt.

## Persönliches
Seit Juni 2000 ist Mark Ruffalo mit der fünf Jahre jüngeren französisch-amerikanischen Schauspielerin Christina Sunrise Coigney verheiratet. Die beiden sind Eltern eines Sohnes (* 2001) und zweier Töchter (* 2005 und 2007).
Ruffalos zwei Jahre jüngerem Bruder Scott wurde Anfang Dezember 2008 in den Kopf geschossen, er starb eine Woche nach dem Vorfall.
Im Jahr 2001 wurde bei Ruffalo ein gutartiger Hirntumor (Akustikusneurinom) nachgewiesen. Nach dessen Entfernung und einer einjährigen Lähmung ist Ruffalo auf seiner linken Gehörseite taub.

## Filmografie (Auswahl)
- 1994: Ein Mountie in Chicago (Due South, Fernsehserie, Folge 1x09 A Cop, a Mountie, and a Baby)
- 1996: The Dentist
- 1997: Am zweiten Weihnachtstag (On the 2nd day of Christmas, Fernsehfilm)
- 1998: Studio 54 (54)
- 1999: Ride with the Devil
- 2000: You Can Count on Me
- 2001: Life/Drawing
- 2001: Die letzte Festung (The Last Castle)
- 2002: Windtalkers
- 2002: Coles und die Frauen (XX/XY)
- 2003: Mein Leben ohne mich (My Life Without Me)
- 2003: Flight Girls (View from the Top)
- 2003: In the Cut
- 2004: Vergiss mein nicht! (Eternal Sunshine of the Spotless Mind)
- 2004: 30 über Nacht (13 Going on 30)
- 2004: Collateral
- 2004: Wir leben nicht mehr hier (We Don’t Live Here Anymore)
- 2005: Solange du da bist (Just Like Heaven)
- 2005: Wo die Liebe hinfällt … (Rumor Has It…)
- 2006: Das Spiel der Macht (All the King’s Men)
- 2007: Zodiac – Die Spur des Killers (Zodiac)
- 2007: Ein einziger Augenblick (Reservation Road)
- 2008: Die Stadt der Blinden (Blindness)
- 2008: Brothers Bloom (The Brothers Bloom)
- 2008: What Doesn’t Kill You (Boston Streets)
- 2009: Wo die wilden Kerle wohnen (Where the Wild Things Are)
- 2010: The Kids Are All Right
- 2010: Shutter Island
- 2010: Date Night – Gangster für eine Nacht (Date Night)
- 2011: Margaret
- 2012: Thanks for Sharing – Süchtig nach Sex (Thanks for Sharing)
- 2012: Marvel’s The Avengers (The Avengers)
- 2013: Die Unfassbaren – Now You See Me (Now You See Me)
- 2013: Can a Song Save Your Life? (Begin Again)
- 2013: Iron Man 3
- 2014: Infinitely Polar Bear
- 2014: The Normal Heart
- 2014: Foxcatcher
- 2015: Avengers: Age of Ultron
- 2015: Spotlight
- 2016: Die Unfassbaren 2 (Now You See Me 2)
- 2017: Thor: Tag der Entscheidung (Thor: Ragnarok)
- 2018: Avengers: Infinity War
- 2019: Captain Marvel
- 2019: Avengers: Endgame
- 2019: Vergiftete Wahrheit (Dark Waters)
- 2020: I Know This Much Is True (Fernsehserie, 6 Folgen)
- 2021, 2023–2024: What If…? (Fernsehserie, 5 Folgen, Stimme)
- 2021: Shang-Chi and the Legend of the Ten Rings
- 2022: The Adam Project
- 2022: She-Hulk: Die Anwältin (She-Hulk: Attorney at Law, Fernsehserie, 3 Folgen)
- 2023: Poor Things
- 2023: Alles Licht, das wir nicht sehen (All the Light We Cannot See, Miniserie)
- 2025: Mickey 17

## Hörbücher
- 2016: Unsere Revolution (Our Revolution: A Future to Believe In) (gemeinsam mit Bernie Sanders, dem Autor), Macmillan Audio, ISBN 978-1-4272-8533-1

## Auszeichnungen (Auswahl)
Oscar
- Nominierungen

2011: Bester Nebendarsteller für The Kids Are All Right
2015: Bester Nebendarsteller für Foxcatcher
2016: Bester Nebendarsteller für Spotlight
2024: Bester Nebendarsteller für Poor Things
Golden Globe Award
- Auszeichnungen

2021: Bester Hauptdarsteller in einer Mini-Serie oder einem TV-Film für I Know This Much Is True
- Nominierungen

2015: Bester Nebendarsteller für Foxcatcher
2015: Bester Hauptdarsteller in einer Mini-Serie oder einem TV-Film für The Normal Heart
2016: Bester Hauptdarsteller für Infinitely Polar Bear
2024: Bester Nebendarsteller für Poor Things
Primetime Emmy Award
- Auszeichnungen

2014: Hervorragender Fernsehfilm („Outstanding Television Movie“) für The Normal Heart
2020: Hervorragender Hauptdarsteller in einer Miniserie oder einem Fernsehfilm („Outstanding Lead Actor in a Miniseries or a Movie“) für I Know This Much Is True
- Nominierung

2014: Hervorragender Hauptdarsteller in einer Miniserie oder einem Fernsehfilm („Outstanding Lead Actor in a Miniseries or a Movie“) für The Normal Heart
BAFTA
- Nominierungen

2011: Bester Nebendarsteller für The Kids Are All Right
2015: Bester Nebendarsteller für Foxcatcher
2016: Bester Nebendarsteller für Spotlight

## Trivia
Die Filme The Adam Project von 2022 und 30 über Nacht von 2004 basieren beide auf Zeitreisen und weisen viele Parallelen auf. Jennifer Garner und Mark Ruffalo spielen in beiden Filmen, die etwa 18 Jahre auseinanderliegen, ein Paar.